# Éliminatoires de la Coupe d'Afrique des nations de football 1998
 (janvier 2024).
Si vous disposez d'ouvrages ou d'articles de référence ou si vous connaissez des sites web de qualité traitant du thème abordé ici, merci de compléter l'article en donnant les références utiles à sa vérifiabilité et en les liant à la section « Notes et références ».
Cet article présente les qualification à la Coupe d'Afrique des nations de football 1998.

## Participants
Un total de 38 équipes se sont inscrites pour participer à la Coupe d'Afrique des nations de football 1998, dont la phase finale se tiendra au Burkina Faso. Le champion en titre ( Afrique du Sud) et le pays-hôte ( Burkina Faso) sont qualifiés d'office pour le tournoi final. 12 des 34 équipes restantes disputent un tour préliminaire en élimination directe par match aller/retour pour accéder au tour principal. Les deux premiers de chaque groupe se qualifient pour le tournoi final.
Qualifiés d'office
- Afrique du Sud (Tenant du titre)
- Burkina Faso (Pays-hôte)

Non-participants
Exclu pour cause de boycott de la phase finale de Coupe d'Afrique des nations de football 1996 :
- Nigeria

Exclus pour cause du retrait lors des qualifications pour la Coupe d'Afrique des nations de football 1996 :
- Gambie
- Guinée-Bissau
- Lesotho
- Madagascar
- Niger

Forfaits :
- Tchad
- Djibouti
- Libye
- Rwanda
- Somalie
- Eswatini

### Calendrier
- Dates des matchs : -
- Tour Préliminaire :
- Aller :- 9 , 10 et 11 Aout 1996 .
- Retour : - 23 , 24 et 25 Aout 1996 .
- Phase de Groupes : -
- 1ér journée : - 4 , 5 et 6 Octobre 1996 .
- 2é journée : - 24 , 25 et 26 Janvier 1997 .
- 3é journée : - 22 , 23 et 24 Février 1997 .
- 4é journée : - 20 , 21 et 22 Juin 1997 .
- 5é Journée : - 11 , 12 et 13 juillet 1997 .
- 6é et derniére journée : - 25 , 26 et 27 juillet 1997 .
- NB : -
- les deux premiers de chaque groupe seront qualifiés a la phase finale du CAN 1998 au Burkina Faso .

## Tour préliminaire
| Groupe 2   | Groupe 2     | Groupe 2       | Groupe 2 | Groupe 2   | Groupe 2     |
| ---------- | ------------ | -------------- | -------- | ---------- | ------------ |
| 08.08.1996 | Cotonou      | Bénin          | –        | Mauritanie | 4:1          |
| 30.08.1996 | Nouakchott   | Mauritanie     | –        | Bénin *    | 0:0          |
| Groupe 3   |              |                |          |            |              |
| 11.08.1996 | Kampala      | Ouganda        | –        | Éthiopie   | 1:1          |
| 25.08.1996 | Addis-Abeba  | Éthiopie *     | –        | Ouganda    | 1:1 (4:2 ap) |
| Groupe 4   |              |                |          |            |              |
|            |              | Centrafrique * | -        | Burundi    | Q. - forfait |
| Groupe 5   |              |                |          |            |              |
| 11.08.1996 | Gaborone     | Botswana       | –        | Namibie    | 0:0          |
| 25.08.1996 | Windhoek     | Namibie *      | –        | Botswana   | 6:0          |
| Groupe 6   |              |                |          |            |              |
| 11.08.1996 | Pointe Noire | Congo          | –        | Togo       | 0:0          |
| 25.08.1996 | Lomé         | Togo *         | –        | Congo      | 1:0          |
| Groupe 7   |              |                |          |            |              |
| 11.08.1996 | Port Louis   | Maurice        | –        | Seychelles | 1:0          |
| 24.08.1996 | Victoria     | Seychelles     | –        | Maurice *  | 1:1          |

## Phase de Groupes

### Groupe 1
| R  | Équipe   | Pts | J                          | G                          | N                          | P                          | Buts                       | Diff.                      |
| -- | -------- | --- | -------------------------- | -------------------------- | -------------------------- | -------------------------- | -------------------------- | -------------------------- |
| 1. | Ghana    | 7   | 4                          | 2                          | 1                          | 1                          | 4:3                        | +1                         |
| 2. | Angola   | 6   | 4                          | 2                          | 0                          | 2                          | 4:4                        | 0                          |
| 3. | Zimbabwe | 4   | 4                          | 1                          | 1                          | 2                          | 3:4                        | -1                         |
|    | Soudan   |     | Retrait le 16 janvier 1997 | Retrait le 16 janvier 1997 | Retrait le 16 janvier 1997 | Retrait le 16 janvier 1997 | Retrait le 16 janvier 1997 | Retrait le 16 janvier 1997 |

| 06.10.1996 | Kumasi   | Ghana    | – | Angola   | 2:1 |
| 06.10.1996 | Khartoum | Soudan   | – | Zimbabwe | 0:3 |
| 26.01.1997 | Harare   | Zimbabwe | – | Ghana    | 0:0 |
| 23.02.1997 | Harare   | Zimbabwe | – | Angola   | 1:0 |
| 22.06.1997 | Luanda   | Angola   | – | Ghana    | 1:0 |
| 13.07.1997 | Accra    | Ghana    | – | Zimbabwe | 2:1 |
| 27.07.1997 | Luanda   | Angola   | – | Zimbabwe | 2:1 |

### Groupe 2
| R  | Équipe        | Pts | J | G | N | P | Buts | Diff. |
| -- | ------------- | --- | - | - | - | - | ---- | ----- |
| 1. | Côte d'Ivoire | 13  | 6 | 4 | 1 | 1 | 10:8 | +2    |
| 2. | Algérie       | 10  | 6 | 3 | 1 | 2 | 9:5  | +4    |
| 3. | Mali          | 9   | 6 | 3 | 0 | 3 | 9:9  | 0     |
| 4. | Bénin         | 2   | 6 | 0 | 2 | 4 | 3:9  | -6    |

| 06.10.1996 | Alger   | Algérie       | – | Côte d'Ivoire | 4:1 | [ 3 ] |
| 06.10.1996 | Cotonou | Bénin         | – | Mali          | 1:2 |       |
| 26.01.1997 | Bouaké  | Côte d'Ivoire | – | Bénin         | 1:0 |       |
| 26.01.1997 | Bamako  | Mali          | – | Algérie       | 1:0 |       |
| 23.02.1997 | Cotonou | Bénin         | – | Algérie       | 1:1 |       |
| 23.02.1997 | Bamako  | Mali          | – | Côte d'Ivoire | 1:2 |       |
| 22.06.1997 | Bouaké  | Côte d'Ivoire | – | Algérie       | 2:1 |       |
| 22.06.1997 | Bamako  | Mali          | – | Bénin         | 3:1 |       |
| 13.07.1997 | Alger   | Algérie       | – | Mali          | 1:0 |       |
| 13.07.1997 | Cotonou | Bénin         | – | Côte d'Ivoire | 0:0 |       |
| 27.07.1997 | Alger   | Algérie       | – | Bénin         | 2:0 |       |
| 27.07.1997 | Bouaké  | Côte d'Ivoire | – | Mali          | 4:2 |       |

### Groupe 3
| R  | Équipe   | Pts | J | G | N | P | Buts | Diff. |
| -- | -------- | --- | - | - | - | - | ---- | ----- |
| 1. | Maroc    | 14  | 6 | 4 | 2 | 0 | 10:1 | +9    |
| 2. | Égypte   | 9   | 6 | 2 | 3 | 1 | 12:4 | +8    |
| 3. | Sénégal  | 8   | 6 | 2 | 2 | 2 | 5:6  | -1    |
| 4. | Éthiopie | 1   | 6 | 0 | 1 | 5 | 3:19 | -16   |

| 04.10.1996 | Caire       | Égypte   | –     | Maroc    | 1:1                                                                              |
| 06.10.1996 | Addis-Abeba | Éthiopie | –     | Sénégal  | 1:2                                                                              |
| 25.01.1997 | Dakar       | Sénégal  | –     | Égypte   | 0:0                                                                              |
| 22.02.1997 | Dakar       | Sénégal  | –     | Maroc    | 0:0                                                                              |
| 23.02.1997 | Addis-Abeba | Éthiopie | –     | Égypte   | 1:1                                                                              |
| 31.05.1997 | Rabat       | Maroc    | 4-0   | Éthiopie | Said Cheiba 9e,Ahmed Bahdja 19e, Noureddine Naibet 32e, Abdelkrim Hadhrioui 80 e |
| 21.06.1997 | Rabat       | Maroc    | 1 – 0 | Égypte   | SalahEddine Bassir 71e                                                           |
| 22.06.1997 | Dakar       | Sénégal  | –     | Éthiopie | 3:0                                                                              |
| 13.07.1997 | Caire       | Égypte   | 2 – 0 | Sénégal  | Hazem Imam 14e ,Hadi Khashaba 46e                                                |
| 13.07.1997 | Addis-Abeba | Éthiopie | –     | Maroc    | 0:1                                                                              |
| 27.07.1997 | Alexandrie  | Égypte   | –     | Éthiopie | 8:1                                                                              |
| 27.07.1997 | Rabat       | Maroc    | –     | Sénégal  | 3:0                                                                              |

### Groupe 4
| R  | Équipe       | Pts | J                               | G                               | N                               | P                               | Buts                            | Diff.                           |
| -- | ------------ | --- | ------------------------------- | ------------------------------- | ------------------------------- | ------------------------------- | ------------------------------- | ------------------------------- |
| 1. | Tunisie      | 6   | 3                               | 2                               | 0                               | 1                               | 3:1                             | +2                              |
| 2. | Guinée       | 6   | 3                               | 2                               | 0                               | 1                               | 2:1                             | +1                              |
| 3. | Sierra Leone | 0   | 2                               | 0                               | 0                               | 2                               | 0:3                             | -3                              |
|    | Centrafrique |     | Disqualifiée le 16 janvier 1997 | Disqualifiée le 16 janvier 1997 | Disqualifiée le 16 janvier 1997 | Disqualifiée le 16 janvier 1997 | Disqualifiée le 16 janvier 1997 | Disqualifiée le 16 janvier 1997 |

|              |           |              |     |              |                    |
| 06.10.1996   | Tunis     | Tunisie      | –   | Sierra Leone | 2:0                |
| 06.10.1996   | Bangui    | Centrafrique | –   | Guinée       | 2:3                |
| 26.01.1997   | Conakry   | Guinée       | –   | Tunisie      | 1:0                |
| 26-01-1996   | Frée Town | Seirra Leone |     | RCA          | Annulé             |
| 23.02.1997   | Conakry   | Guinée       | –   | Sierra Leone | 1:0                |
| 23-02-1996   |           | RCA          |     | Tunisie      | Annulé             |
| 21 juin 1996 |           | Sierra Leone | –   | Tunisie      | -:-                |
| 22 juin 1996 |           | Guinée       |     | RCA          | Annulé             |
| 13.07.1997   | Tunis     | Tunisie      | 1-0 | Guinée       | Riyadh Jelassi 91e |
| 13-7-1996    |           | RCA          |     | Seirra Leone | Annulé             |
| 26-7-1996    |           | Sierra Leone | –   | Guinée       | -:-                |
| 26-7-1996    |           | Tunisie      |     | RCA          | Annulé             |

### Groupe 5
| R  | Équipe   | Pts | J | G | N | P | Buts | Diff. |
| -- | -------- | --- | - | - | - | - | ---- | ----- |
| 1. | Cameroun | 10  | 6 | 2 | 4 | 0 | 8:3  | +5    |
| 2. | Namibie  | 8   | 6 | 2 | 2 | 2 | 4:7  | -3    |
| 3. | Gabon    | 7   | 6 | 1 | 4 | 1 | 5:5  | 0     |
| 4. | Kenya    | 5   | 6 | 1 | 2 | 3 | 2:4  | -2    |

| 06.10.1996 | Windhoek   | Namibie  | – | Kenya    | 1:0 |
| 06.10.1996 | Libreville | Gabon    | – | Cameroun | 0:0 |
| 25.01.1997 | Nairobi    | Kenya    | – | Gabon    | 1:0 |
| 26.01.1997 | Yaoundé    | Cameroun | – | Namibie  | 4:0 |
| 22.02.1997 | Nairobi    | Kenya    | – | Cameroun | 0:0 |
| 22.02.1997 | Windhoek   | Namibie  | – | Gabon    | 1:1 |
| 21.06.1997 | Nairobi    | Kenya    | – | Namibie  | 0:1 |
| 22.06.1997 | Yaoundé    | Cameroun | – | Gabon    | 2:2 |
| 12.07.1997 | Windhoek   | Namibie  | – | Cameroun | 0:1 |
| 13.07.1997 | Libreville | Gabon    | – | Kenya    | 1:0 |
| 27.07.1997 | Yaoundé    | Cameroun | – | Kenya    | 1:1 |
| 27.07.1997 | Libreville | Gabon    | – | Namibie  | 1:1 |

### Groupe 6
*Le Zaïre termine les éliminatoires sous le nom de République démocratique du Congo en raison d’un changement de régime 
| R  | Équipe   | Pts | J | G | N | P | Buts | Diff. |
| -- | -------- | --- | - | - | - | - | ---- | ----- |
| 1. | Togo     | 10  | 6 | 3 | 1 | 2 | 9:5  | +4    |
| 2. | RD Congo | 9   | 6 | 2 | 3 | 1 | 6:5  | +1    |
| 3. | Liberia  | 8   | 6 | 2 | 2 | 2 | 5:8  | -3    |
| 4. | Tanzanie | 5   | 6 | 1 | 2 | 3 | 5:7  | -2    |

| 05.10.1996 | Lomé          | Togo     | – | Tanzanie | 2:1 |
| 06.10.1996 | Kinshasa      | Zaïre    | – | Liberia  | 0:0 |
| 26.01.1997 | Dar es Salaam | Tanzanie | – | Zaïre    | 1:2 |
| 26.01.1997 | Accra         | Liberia  | – | Togo     | 1:2 |
| 23.02.1997 | Dar es Salaam | Tanzanie | – | Liberia  | 1:1 |
| 23.02.1997 | Lomé          | Togo     | – | Zaïre    | 1:1 |
| 22.06.1997 | Arusha        | Tanzanie | – | Togo     | 1:0 |
| 22.06.1997 | Monrovia      | Liberia  | – | RD Congo | 2:1 |
| 13.07.1997 | Lomé          | Togo     | – | Liberia  | 4:0 |
| 13.07.1997 | Kinshasa      | RD Congo | – | Tanzanie | 1:1 |
| 27.07.1997 | Monrovia      | Liberia  | – | Tanzanie | 1:0 |
| 27.07.1997 | Kinshasa      | RD Congo | – | Togo     | 1:0 |

### Groupe 7
| R  | Équipe     | Pts | J | G | N | P | Buts | Diff. |
| -- | ---------- | --- | - | - | - | - | ---- | ----- |
| 1. | Zambie     | 14  | 6 | 4 | 2 | 0 | 9:3  | +6    |
| 2. | Mozambique | 10  | 6 | 3 | 1 | 2 | 10:7 | +3    |
| 3. | Malawi     | 9   | 6 | 3 | 0 | 3 | 9:10 | -1    |
| 4. | Maurice    | 1   | 6 | 0 | 1 | 5 | 4:12 | -8    |

| 06.10.1996 | Belle Vue     | Maurice    | – | Malawi     | 1:2 |
| 06.10.1996 | Lusaka        | Zambie     | – | Mozambique | 1:0 |
| 25.01.1997 | Blantyre      | Malawi     | – | Zambie     | 0:2 |
| 26.01.1997 | Maputo        | Mozambique | – | Maurice    | 3:0 |
| 22.02.1997 | Blantyre      | Malawi     | – | Mozambique | 2:0 |
| 23.02.1997 | Curepipe      | Maurice    | – | Zambie     | 0:0 |
| 21.06.1997 | Lilongwe      | Malawi     | – | Maurice    | 3:2 |
| 22.06.1997 | Maputo        | Mozambique | – | Zambie     | 2:2 |
| 12.07.1997 | Lusaka        | Zambie     | – | Malawi     | 3:1 |
| 13.07.1997 | Port Louis    | Maurice    | – | Mozambique | 1:3 |
| 27.07.1997 | Maputo        | Mozambique | – | Malawi     | 2:1 |
| 27.07.1997 | Chililabombwe | Zambie     | – | Maurice    | 1:0 |